# BELIEVE IN LOVE (LINDBERGの曲)
「BELIEVE IN LOVE」（ビリーブ・イン・ラブ）は、日本のロックバンド・LINDBERG通算8枚目のシングル。1991年7月3日発売。発売元は徳間ジャパンコミュニケーションズ。
オリジナルアルバム『LINDBERG IV』からのシングルカット曲。

## 収録曲
1. BELIEVE IN LOVE
  - 作詞：渡瀬マキ / 作曲：川添智久
  - 『LINDBERG IV』トラック1に収録。
  - フジテレビ『夢で逢えたら』オープニング曲、中日ドラゴンズ英智外野手の登場テーマ曲
2. HAPPY BIRTHDAY
  - 作詞：渡瀬マキ / 作曲：小柳昌法
  - 『LINDBERG IV』トラック3に収録。
3. BELIEVE IN LOVE（カラオケ）